# NGC 6447
NGC 6447 est une galaxie spirale barrée située dans la constellation d'Hercule. Sa vitesse par rapport au fond diffus cosmologique est de 6 663 ± 16 km/s, ce qui correspond à une distance de Hubble de 98,3 ± 6,9 Mpc (∼321 millions d'al). NGC 6447 a été découverte par l'astronome allemand Albert Marth en 1864.
NGC 6447 présente une large raie HI.
Les galaxies NGC 6446 et NGC 6447 sont voisines sur la sphère céleste et leur distance est à peu de chose près la même. Elles forment donc une paire physique de galaxies, mais l'image du relevé Pan-STARRS ne montre aucune distorsion de celles-ci.
À ce jour, trois mesures non basées sur le décalage vers le rouge (redshift) donnent une distance de 82,367 ± 3,272 Mpc (∼269 millions d'al), ce qui est à l'extérieur des valeurs de la distance de Hubble. Notons que c'est avec la valeur moyenne des mesures indépendantes, lorsqu'elles existent, que la base de données NASA/IPAC calcule le diamètre d'une galaxie et qu'en conséquence le diamètre de NGC 6447 pourrait être d'environ 48,6 kpc (∼159 000 al) si on utilisait la distance de Hubble pour le calculer.